# 仁井田一郎
仁井田 一郎（にいだ いちろう　1912年（明治45年） - 1975年（昭和50年））は栃木県足利郡御厨町（現足利市）町議会議員・実業家・農業技術研究家。栃木県のイチゴ栽培技術を確立し、同県を日本有数のイチゴ生産地に発展させた。

## 経歴
- 1912年（明治45年） - 足利郡御厨町（現：足利市）に生まれる[1][2][3]。仁井田家は肥料商兼農家で、一郎は長男であった[1]。
- この間、太平洋戦争で召集、復員[1]。
- 1947年（昭和22年） - 御厨町議会議員に選出される[1][2]。
  - このころからイチゴ栽培の重要性を提唱し、自らが中心となって技術の向上・市場の開拓に努めた[1]。先進地である神奈川県海老名市まで栃木から150 kmの道を自転車で走破し、教えを請うたというエピソードがある[1]。
- 1951年（昭和26年） - 御厨町議会議員を辞任して御厨町農協参事に就任[2]。
- 1970年（昭和45年） - 農業の振興へ寄与した功績を称えられ緑白綬有功章を受章[2]。
- 1975年（昭和50年） - 死去[2]。享年63

## その他
- 1987年に仁井田一郎の庭内に「栃木県苺発祥地」の記念碑（栃木県知事渡辺文雄揮毫）が建立された[2]。なお、自家のイチゴ畑は妻と子供2人に任せていた[1]。
- サインを求められると「苺一筋」と書いていた[1]。
- 栃木県出身のお笑いコンビ・U字工事のネタになったことがある[1]。益子が「栃木県出身の有名人と言えばイチロー」とぼけ、福田が「イチローは愛知県出身」とつっこむと、益子が「栃木でイチローと言えばイチゴ栽培を広めた仁井田一郎」と返す、というもの[1]。

## 註
1. 1 2 3 4 5 6 7 8 9 10 11  大村美香「イチローはペダルをこいだ 赤く華やかまるでアイドル 苺ひとすじの道（栃木県〜神奈川県）」朝日新聞2019年3月16日付朝刊、週末be6ページ
2. 1 2 3 4 5 6  “仁井田一郎の略年表”.   栃木県教育委員会. 2019年11月7日閲覧。
3. ↑  “仁井田 一郎−栃木県のいちご栽培の功労者（足利市）−”.   JAグループ栃木（栃木県農業協同組合中央会）. 2019年11月7日閲覧。

## 文献
- 『最新栃木の農業』（地方・小出版流通センター 1995年）
- 的場哲朗 著『とちぎ解剖学 生活の場を読み直す』（下野新聞社 1997年）

## 参考サイト
- 仁井田一郎 - とちぎふるさと学習（栃木県教育委員会）